# Lostanjas
Lostanjas (en francès Lostanges) és un municipi francès situat al departament de la Corresa i a la regió de la Nova Aquitània.

## Demografia
| 1962                                       | 1968 | 1975 | 1982 | 1990 | 1999 | 2007 |
| ------------------------------------------ | ---- | ---- | ---- | ---- | ---- | ---- |
| 176                                        | 171  | 140  | 147  | 127  | 134  | 129  |
| Des de 1962: població sense dobles comptes |      |      |      |      |      |      |

## Administració
| Període   | Identitat        | Partit |
| --------- | ---------------- | ------ |
| 2001-2008 | Lucien Chazoule  |        |
| 2008-     | Jérôme Madeleine |        |

## Personatges relacionats
- Pierre André Latreille (1762-1833) hi fou capellà.